# Тимофеевка (Покровский район)
Тимофеевка (укр. Тимофіївка) — село на Украине, находится в Покровском районе Донецкой области.
Население по переписи 2001 года составляет 33 человека. Почтовый индекс — 85351. Телефонный код — 623.
В январе 2025 года Вооружённые силы РФ в ходе боёв за Покровск в рамках вторжения России на Украину заняли село. 

## Адрес местного совета
85352, Донецкая область, Покровский р-н, п. Новоалександровка, ул.Гагарина, 33, тел. 5-32-2-85